# Gyér község
Gyér község (románul: Comuna Giera) község Temes megyében, Romániában. Központja Gyér, beosztott falvai Csávos, Tógyér.

## Népessége
A 2011-es népszámlálás adatai alapján a község népessége 1239 fő volt.